# Don't stop music
「don't stop music」（ドント・ストップ・ミュージック）は、the★tambourinesの10枚目のシングル。

## 概要
- TBS系「あざーっす!」エンディングテーマ。当シングルリリース以後、しばらくの間はライブ活動を重点に置き、年に1度ペースのアルバムリリースとなった。作曲を担当した大野愛果は後に、表題曲を2013年12月発売のアルバム「Silent Passage」でセルフカバーをした。

- カップリング「don't stop the★tambourines」は過去の楽曲をつなぎ合わせたメドレー。

## 収録曲
1. don't stop music
作詞：松永安未　作曲：大野愛果　編曲：麻井寛史
2. うたたね
作詞：松永安未　作曲・編曲：麻井寛史
3. don't stop the★tambourines
4. don't stop music (inst.)

## 参加ミュージシャン
- 大野愛果 - コーラス
- 大賀好修 - ギター